# William F. Englebright

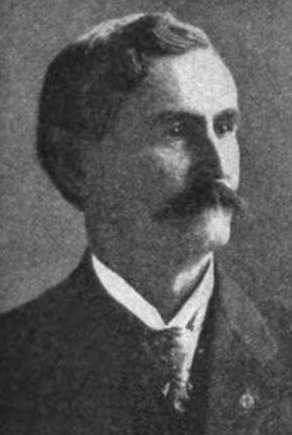
William F. Englebright

William Fellows Englebright (* 23. November 1855 in New Bedford, Massachusetts; † 10. Februar 1915 in Oakland, Kalifornien) war ein US-amerikanischer Politiker. Zwischen 1906 und 1911 vertrat er den Bundesstaat Kalifornien im US-Repräsentantenhaus.

## Werdegang
Noch in seiner Jugend zog William Englebright mit seinen Eltern nach Vallejo in Kalifornien, wo er öffentliche und private Schulen besuchte. Später arbeitete er auf der Marinewerft Mare Island als Schreiner. Danach ließ er sich in Nevada City nieder, wo er als Bergwerksingenieur tätig wurde. Gleichzeitig schlug er als Mitglied der Republikanischen Partei eine politische Laufbahn ein. In Nevada City gehörte er dem Schulausschuss an.
Nach dem Rücktritt des Abgeordneten James Gillett wurde Englebright im ersten Wahlbezirk von Kalifornien als dessen Nachfolger in das US-Repräsentantenhaus in Washington, D.C. gewählt, wo er am 6. November 1906 sein neues Mandat antrat. Nach zwei Wiederwahlen konnte er bis zum 3. März 1911 im Kongress verbleiben. Im Jahr 1910 wurde er nicht bestätigt. Nach dem Ende seiner Zeit im US-Repräsentantenhaus arbeitete Englebright wieder als Bergwerksingenieur. Er starb am 10. Februar 1915 in Oakland und wurde in Nevada City beigesetzt. Sein Sohn Harry (1884–1943) wurde ebenfalls Kongressabgeordneter.